# Schaudinnia rosea
Schaudinnia rosea är en svampdjursart som först beskrevs av Robert Fredric Fredrik Fristedt 1887.  Schaudinnia rosea ingår i släktet Schaudinnia och familjen Rossellidae. Inga underarter finns listade i Catalogue of Life.